# Flagofficer
 Der er for få eller ingen kildehenvisninger i denne artikel, hvilket er et problem. Du kan hjælpe ved at angive troværdige kilder til de påstande, som fremføres i artiklen.

En flagofficer er en militær officer i et lands væbnede styrker, der bestrider så høj en stilling, at vedkommende har eget kommandoflag. I de fleste flåder, tildeles officerer i admiralsklassen et flag, ligesom en del flotilleadmiraler (der ikke tilhører admiralsklassen) også har eget flag. Udtrykket flagofficer bruges i flere moderne flåder og kystvagter (f.eks. Royal Navy, Deutsche Marine og US Navy).
| Militær | Spire Denne artikel om militær er en spire som bør udbygges. Du er velkommen til at hjælpe Wikipedia ved at udvide den. |